# Examencommissie (Vlaanderen)
De Examencommissie secundair onderwijs van de Vlaamse Gemeenschap, vroeger de middenjury genoemd, is een instelling die examens inricht voor iedereen die om de een of andere reden geen diploma heeft behaald in het gewone onderwijssysteem, bijvoorbeeld door schoolmoeheid of een bewuste keuze voor huisonderwijs.
Kandidaten bereiden zich op de examens voor door de leerstof zelf en/of met de hulp van anderen in te studeren. Dit kan in de vorm van privéonderwijs, volwassenenonderwijs of schriftelijke cursussen (bijvoorbeeld begeleid individueel studeren). Op die manier kan men bij de afdelingen van de Examencommissie verschillende getuigschriften en diploma's behalen.
In 2011 schreven zich 4.835 kandidaten in voor het diploma secundair onderwijs.  
In het hoger onderwijs kan men zich voor elke (erkende) studierichting inschrijven met een 'examencontract'. Men volgt dan niet de lessen, maar legt wel examen af.
Daarnaast bestaan er ook bij andere ministeries examencommissies voor de toelating tot bepaalde beroepen, bijvoorbeeld: boswachter, griffier, verkeersleider, sluiswachter enzovoort.
Nederland kent iets dergelijks voor het voortgezet onderwijs: de Staatsexamencommissie.

## Indeling
Er kunnen (medio 2020) verschillende diploma's worden behaald:
- het getuigschrift van de eerste graad (basisopties en beroepsvoorbereidend leerjaar), in verscheidene richtingen,
- het getuigschrift van de tweede graad in verscheidene richtingen,
- het diploma secundair onderwijs – algemeen secundair onderwijs,
- het diploma secundair onderwijs – technisch secundair onderwijs,
- het diploma secundair onderwijs – beroepssecundair onderwijs.

Het getuigschrift over de basiskennis van het bedrijfsbeheer kan via de Examencommissie worden verkregen.